# Syncallia
Syncallia is een geslacht van vlinders van de familie stippelmotten (Yponomeutidae).

## Soorten
- S. carteri Walsingham, 1891
- S. stellata Guerin